# Эль-Петен
Эль-Пете́н (исп. El Petén) — департамент в северной части Гватемалы. Эль-Петен самый крупный по размеру департамент Гватемалы — 33 854 км², что составляет около одной трети всей площади страны. Он также является самым северным департаментом Гватемалы. Административный центр — город Флорес.

## Географическое положение
Департамент Эль-Петен граничит на востоке с Белизом, на севере и западе с Мексикой, с мексиканским штатом Чьяпас на западе, Табаско на северо-западе и Кампече на севере. На юге Эль-Петен граничит с департаментами Альта-Верапас и Исабаль. Большая часть западной границы с Мексикой формируется рекой Усумасинта и её притоком Салинас. Южную границу департамента образуют реки Грасьяс-а-Дьос и Санта-Изабель. На западе департамента на северном берегу Усумасинты находится город майя Пьедрас-Неграс, который существовал с 700 года до н. э. по 820 год н. э., а период расцвета приходится на 600 — 810 годы.

## История
Ранняя история региона описана в статьях Цивилизация Майя и Петенский бассейн.

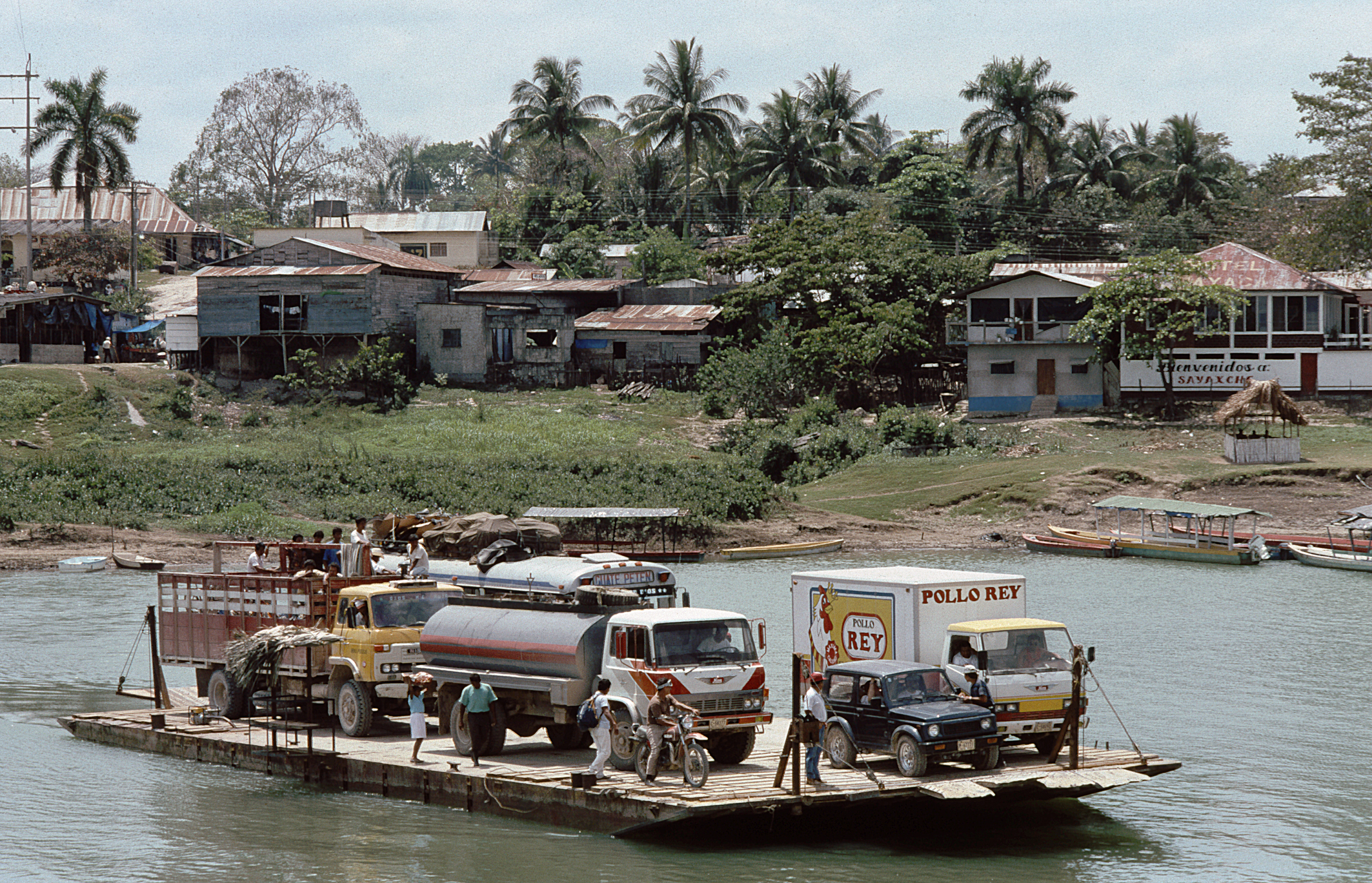
Паромная переправа в Саяксче

Департамент Эль-Петен был создан указом правительства Гватемалы от 8 мая 1866 года.
Начиная с 1960-х годов правительство Гватемалы предложило землю в Эль-Петене любому гражданину, готовому согласиться на неё и заплатить сбор в размере $ 25. Во Флорес была открыта грунтовая дорога, поездка на автобусе занимала до 24 часов. Для привлечения туристов в регион были построены небольшие аэропорты во Флоресе и Тикале. В начале 1970-х годов была открыта дорога из Тикаля в Белиз.
С 1990-х годов наблюдается приток населения в Эль-Петен. В связи с этим возникла проблема уничтожения лесов в южной части департамента. Для борьбы с чрезмерной вырубкой президент Гватемалы Альваро Колом предложил расширить размеры охраняемых зон вокруг археологических объектов майя, особенно вокруг Эль-Мирадор.
Мундо-Майя, международный аэропорт в Санта-Элене, является вторым по величине аэропортом Гватемалы.

## Муниципалитеты

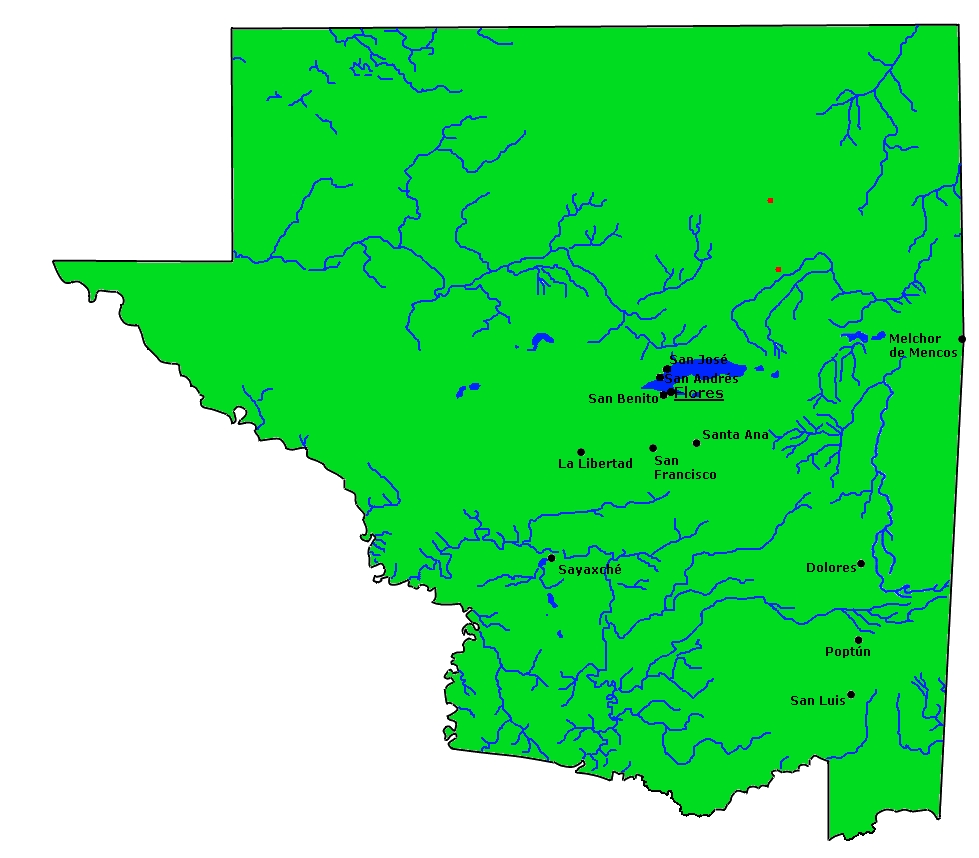
Карта Эль-Петена с основными поселениями и водоёмами

Эль-Петен состоит из 12 муниципалитетов, население по данным 2000 года:
- Долорес — 26 269 чел.
- Флорес — 22 594 чел.
- Ла-Либертад — 79 416 чел.
- Мельчор-де-Менкос — 23 813 чел.
- Поптун — 30 386 чел.
- Сан-Андрес — 15 103 чел.
- Сан-Бенито — 23 752 чел.
- Сан-Франциско — 8 066 чел.
- Сан-Хосе — 3 602 чел.
- Сан-Луис — 44 903 чел.
- Санта-Ана — 7 792 чел.
- Саяшче — 47 693 чел.